# Neuenwalde
Neuenwalde (platduits: Niewohl) is een dorp en voormalige gemeente in de Duitse deelstaat Nedersaksen. De gemeente werd in 1974 gevoegd bij Langen, dat zelf in 2015 opging in Geestland; zie ook aldaar.
Neuenwalde ligt vlak ten oosten van afrit 4 van de Autobahn A 27.
Het dorp wordt voor het eerst genoemd in een oorkonde uit 1334. In dat jaar verhuisde het klooster van Benedictinessen van Midlum naar Neuenwalde. Het klooster werd na de Reformatie verwoest, en in de 17e eeuw heropgericht als evangelisch-luthers damessticht. Het sticht bestaat nog steeds; de gebouwen worden door de Evangelisch-Lutherse Kerk voor congressen, seminars en soortgelijke scholingsdoeleinden (Kloster Neuenwalde Evangelisches Bildungszentrum) gebruikt. De kloosterkerk (1334) wordt tevens gebruikt als dorpskerk.

## Afbeeldingen

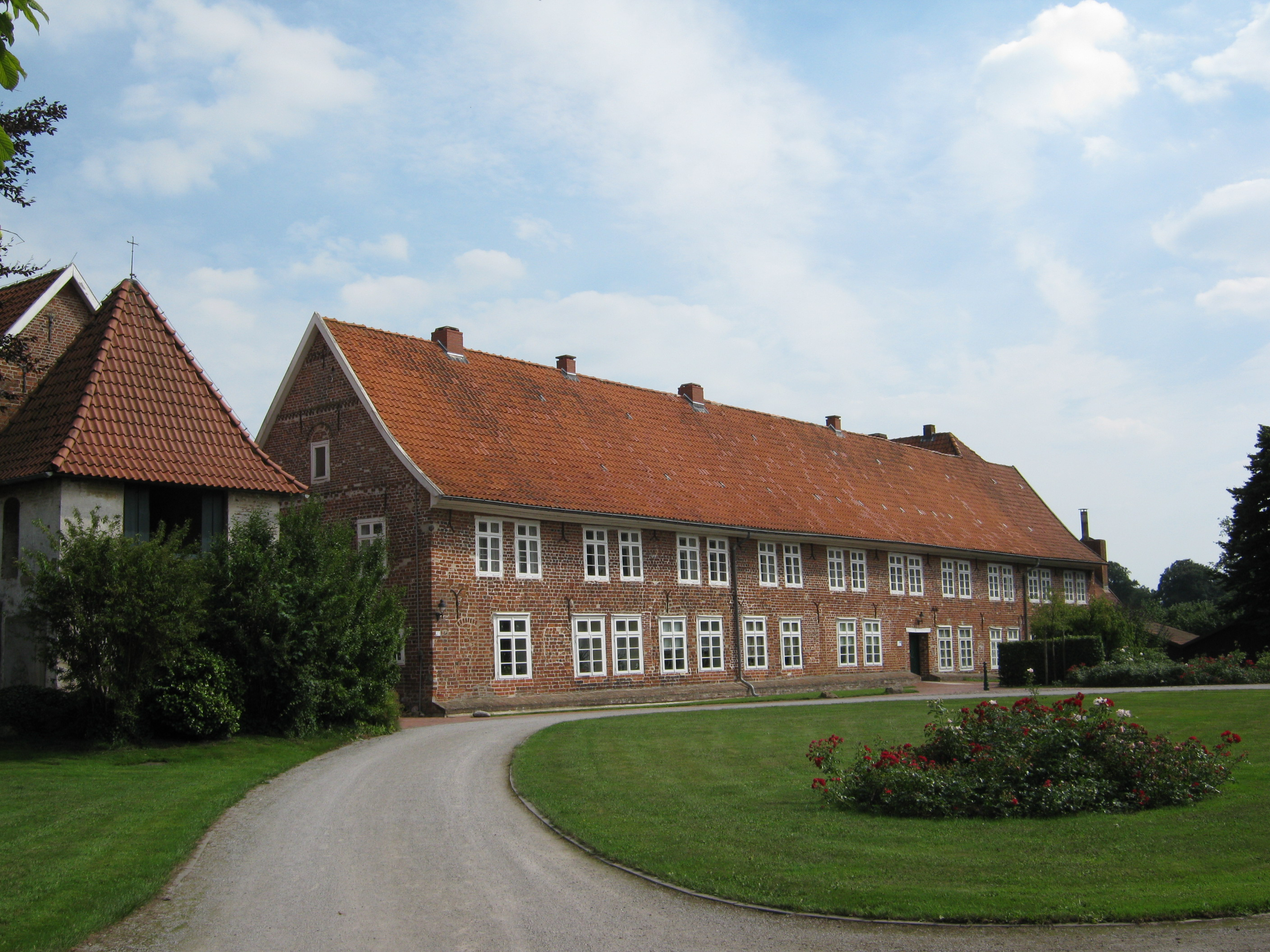
Gebouwen van het sticht te Neuenwalde (17e en 18e eeuw)
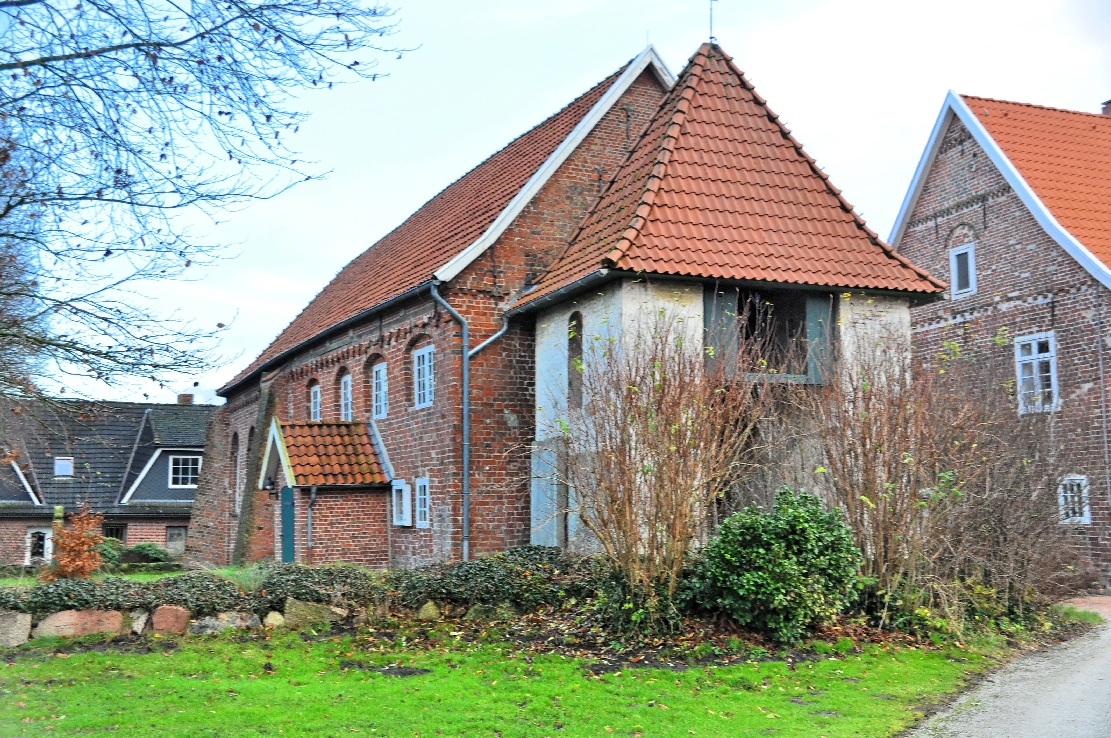
Dorpskerk Neuenwalde
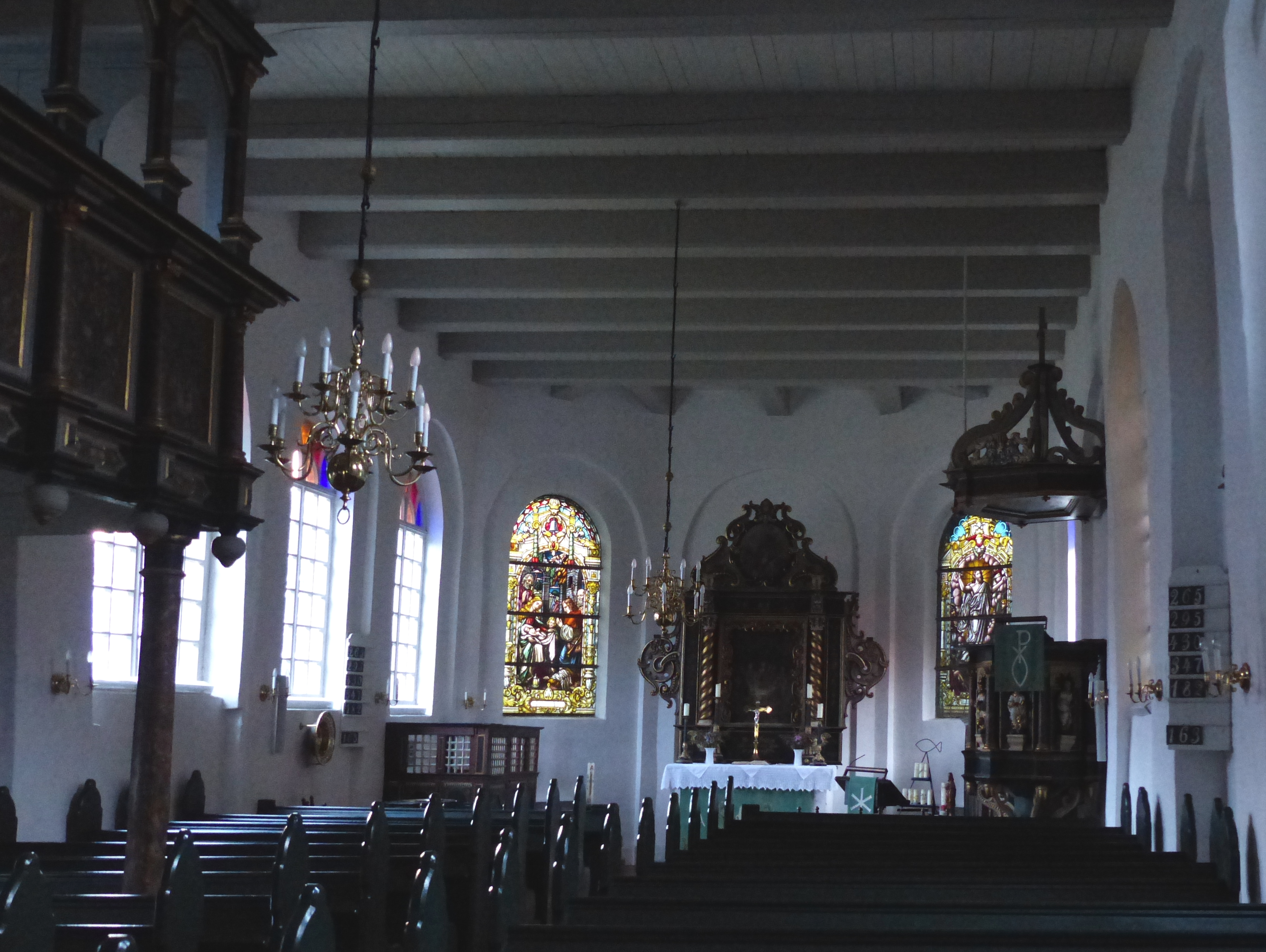
Interieur van dit kerkgebouw